# Delovoj Tsentr (Andra ringlinjen)
Delovoj Tsentr (ryska: Делово́й це́нтр) är en tunnelbanestation på den andra ringlinjen i Moskvas tunnelbana. 
Delovoj Tsentr invigdes 2018, ett år efter plan, och blev då den södra slutstationen på den sticklinje som ingår i Andra ringlinjen.
Stationen är en av de stationer som ingår i den första fasen av Andra ringlinjen, och alla kommer att byggas i samma stil och endast skilja sig åt i detaljer och färgsättning.

## Byten
På stationen ska man kunna byta till:
Vystavotjnaja på  Filjovskajalinjen
Delovoj Tsentr på  Kalininsko-Solntsevskajalinjen.